# Xbox Game Pass
Xbox Game Pass и PC Game Pass — услуга подписки на видеоигры от Microsoft. Game Pass предоставляет доступ к ротируемому каталогу игр от различных издателей и другим премиум-услугам, включая Xbox Game Pass Core и EA Play, по единой ежемесячной цене подписки.
Xbox Game Pass предоставляет эту услугу на консолях Xbox Series X/S и Xbox One, а также на устройствах Android и iOS через Xbox Cloud Gaming, в то время как PC Game Pass предоставляет услугу на персональных компьютерах под управлением Windows 11 и Windows 10, включая поддержку Xbox Cloud Gaming. Сервис был запущен 1 июня 2017 года, а абоненты Xbox Live Gold получили приоритетный доступ 24 мая.
На январь 2022 года Xbox Game Pass насчитывает 25 миллионов подписчиков.

## История
28 февраля 2017 года Microsoft объявила о дебюте Xbox Game Pass и сделала ограниченный каталог игр доступным для выбора членов своего сообщества Xbox Insider для тестирования и обратной связи. Позже, во втором квартале 2017 года, сервис был открыт для игроков, которые подписываются на Xbox Live Gold, а затем для общего населения пользователей. Подписка Xbox Live Gold не требуется для Xbox Game Pass, но она необходима для любого многопользовательского контента в интернете, который может содержаться в каталоге игр.
В рамках пресс-конференции E3 2017 Microsoft объявила, что выбранные названия Xbox будут доступны через новую функцию обратной совместимости, аналогичную той, которая используется для названий Xbox 360. В более позднем интервью Фил Спенсер заявил, что некоторые из этих игр также могут пробиться на Game Pass.
23 января 2018 года Microsoft объявила о расширении Game Pass, в котором первые сторонние названия поступят в день и дату каталога с розничным выпуском игры. Sea of Thieves был первым новым названием, которое появилось на Game Pass в день его розничного запуска, 20 марта 2018 года. Crackdown 3, State of Decay 2 и Forza Horizon 4 также будут добавлены при запуске, хотя их даты запуска не были объявлены в то время, и будущие релизы в существующих франшизах Microsoft, таких как Halo и Gears of War, также будут добавлены после их выпуска. Кроме того, выберите ID@Xbox названия также добавляются в службу на даты их выпуска, первый из которых Robocraft Infinity.
Спенсер заявил, что намерение Microsoft с Xbox Game Pass заключается в том, чтобы сделать его доступным на многих устройствах, в том числе у своих конкурентов. Спенсер заявил: «Мы хотим принести Game Pass на любое устройство, на котором кто-то хочет играть… Не только потому, что это наш бизнес, но и потому, что бизнес-модель позволяет людям потреблять и находить игры, в которые они не играли бы в любом другом пространстве». Microsoft объявила в мае 2019 года, что Xbox Game Pass будет поставляться для компьютеров с Windows 10, принося более 100 игр из собственных студий Microsoft, а также третьих сторон при запуске.
18 апреля 2019 года Microsoft анонсировала Xbox Game Pass Ultimate, новый уровень, объединяющий Game Pass и Xbox Live Gold в единый пакет подписки. Он стал доступен для тестирования для Xbox Insiders в тот же день, в то время как общая доступность началась 9 июня 2019 года.
9 июня 2019 года Microsoft объявила, что Game Pass для ПК будет запущен в открытой бета-версии, и это также будет включено в Xbox Game Pass Ultimate.
16 июля 2020 года стало известно, что в Xbox Game Pass Ultimate с сентября будет также входить облачный сервис Project xCloud без какой-либо дополнительной платы.
В сентябре 2020 года Microsoft заключила партнерство с Electronic Arts (EA), чтобы предоставить услуги EA Play подписчикам Xbox Game Pass на Xbox и ПК. 10 ноября 2020 года (в тот же день, когда были запущены Xbox Series X и Series S) EA Play станет доступна на консоли и в облаке xCloud для подписчиков Game Pass Ultimate, а 18 марта 2021 года будет распространена на ПК для участников Game Pass Ultimate и Game Pass для ПК.
На церемонии The Game Awards 2021 компания Microsoft объявила о ребрендинге варианта для ПК в PC Game Pass, что отражает тот факт, что сервис предлагает игры для персональных компьютеров в дополнение к играм для Xbox. Подписчики уровня Xbox Game Pass Ultimate по-прежнему будут иметь доступ к PC Game Pass.
18 января 2022 года Microsoft объявила о планах покупки Activision Blizzard и сообщила, что «как можно больше игр» этой студии войдут в каталог Xbox Game Pass в тот момент, когда сделка будет завершена.
28 февраля 2023 года Microsoft открыла полноценный доступ к PC Game Pass в 40 новых странах. С этого момента число стран, где доступна подписка PC Game Pass — 86.

## Версии
| Xbox Game Pass для консоли                                                | PC Game Pass                                                                 | Xbox Game Pass Ultimate                                                                  |
| ------------------------------------------------------------------------- | ---------------------------------------------------------------------------- | ---------------------------------------------------------------------------------------- |
| $9.99/месяц                                                               | $9.99/месяц                                                                  | $14.99/месяц                                                                             |
| Неограниченный доступ к более чем 100 высококачественным консольным играм | Неограниченный доступ к более чем 100 высококачественным играм для ПК        | Неограниченный доступ к более чем 100 высококачественным консольным и компьютерным играм |
| Новые игры добавляются все время                                          | Новые игры добавляются все время                                             | Новые игры добавляются все время                                                         |
| Доступ к играм Xbox Game Studios в день релиза                            | Доступ к играм Xbox Game Studios в день релиза                               | Доступ к играм Xbox Game Studios в день релиза                                           |
| Эксклюзивные скидки и предложения для участников                          | Эксклюзивные скидки и предложения для участников                             | Эксклюзивные скидки и предложения для участников                                         |
| —                                                                         | Подписка на сервис Spotify Premium в течение 6 месяцев для новых подписчиков | Подписка на сервис Spotify Premium в течение 6 месяцев для новых подписчиков             |
| —                                                                         | —                                                                            | Включает Xbox Live Gold: сделки с Gold, игры с Gold, консольный мультиплеер              |

## Структура
Xbox Game Pass похож на существующую подписку на видеоигры EA Access для Xbox One и на услугу PlayStation Plus, предлагаемую конкурирующим производителем консолей Sony. Каталог подписки содержал более 100 игр на старте, причем игры добавляются в каталог, а иногда и удаляются из него время от времени. Xbox Game Pass позволяет игроку загрузить полную версию игры на консоль; по словам главы Xbox Фила Спенсера, это было сделано, чтобы дать игрокам «непрерывный, полный геймплей без необходимости беспокоиться о потоковой передаче, пропускной способности или проблемах с подключением». В отличие от EA Access, Xbox Game Pass предлагает игры от широкого круга издателей, таких как Namco, Capcom, WB Games, 2K Games и игры непосредственно от Xbox Game Studios.
В каталоге представлены избранные игры для Xbox One, Xbox Series X/S, а также тайтлы Xbox 360 и Xbox, с которыми поддерживается обратную совместимость. Нет никаких ограничений на количество игр, которые игрок может скачать и установить на свои консоли, кроме объёма дискового пространства, доступного для консоли. Пока игра остается в каталоге, подписчики могут загружать её и играть без каких-либо ограничений. Игроки могут приобрести игры в каталоге со скидкой 20 %, а любой связанный с ними дополнительный контент для этих игр со скидкой 10 %. Скидка предоставляется только при наличии игры в каталоге и только для конкретной игры; для сравнения, скидка подписчика EA Access 10 % применяется к любому контенту, опубликованному EA, а не только к контенту в каталоге подписки. В игры из каталога можно играть, пока консоль находится в автономном режиме в течение 30 дней, после чего потребуется подключение для проверки статуса подписки.
Если игра удалена из каталога корпорацией Microsoft или игрок прекращает подписку, доступ приостанавливается до тех пор, пока игрок не приобретет игру или не возобновит подписку, но прогресс в игре будет сохранен. Если игра является тайтлом для Xbox 360, она будет работать только на Xbox One (и последующих версиях) в режиме обратной совместимости, установка на Xbox 360 не поддерживается в рамках подписки.

## Доступность
В настоящее время сервис доступен в Австралии, Австрии, Аргентине, Бельгии, Бразилии, Венгрии, Германии, Греции, Гонконге, Дании, Израиле, Индии, Ирландии, Испании, Италии, Канаде, Колумбии, Мексике, Нидерландах, Новой Зеландии, Норвегии, Польше, Португалии, Саудовской Аравии, Сингапуре, Словакии, Южной Африке, Южной Корее, Швеции, Швейцарии, Тайване, Турции, Объединенных Арабских Эмиратах, Великобритании, Соединенных Штатах Америки, Финляндии, Франции, Чили.